# Sáric (municipalité)
Ne doit pas être confondu avec Šarić.
Pour l’article homonyme, voir Sáric.
Sáric est une municipalité de l'état de Sonora au nord du Mexique, à la frontière avec l'état d'Arizona.
Sa population était de 2 703 habitants en 2010.